# Pavel Pinigin
Pavel Pinigin, född den 1 mars 1953 i Lirin, Ryssland, är en sovjetisk brottare som tog OS-guld i lättviktsbrottning i fristilsklassen 1976 i Montréal. 